# Florent Ghys
Florent Ghys (* 1979) je francouzský kontrabasista a hudební skladatel. Pochází z Bordeaux a kromě zdejší univerzity studoval také v Paříži. Rovněž je klasicky vzdělaným kytaristou. Roku 2011 se usadil v New Yorku. V roce 2014 vydal desku Télévision, do níž kromě hudby zakomponoval různé nehudební prvky, jako útržky televizních vysílání, proslovů či vysoušeče vlasů. Roku 2016 vydal se svou novou skupinou Bonjour eponymní album. Kromě této skupiny vystupuje také samostatně. Jednu z jeho skladeb nahrála kontrabasistka Eleonore Oppenheim na své album Home. V listopadu 2017 hrál při speciálním newyorském koncertu velšského hudebníka Johna Calea.